# SuperM
SuperM (en hangul, 슈퍼 엠) es un supergrupo surcoreano, formado por SM Entertainment en colaboración con Capitol Records. Está compuesto por siete integrantes de diferentes grupos: Baekhyun (EXO), Taemin (SHINee), Kai (EXO), Taeyong (NCT 127), Ten (WayV), Mark (NCT 127 y NCT Dream) y Lucas, exmiembro de WayV. El 4 de octubre de 2019, el grupo debutó con su EP homónimo, que encabezó la lista Billboard 200.

## Historia

### 2019-presente: Formación y debut
| No quiero comparar SuperM con ninguno de los otros grupos SM, pero si tuviera que describir [qué] nos diferencia, es la actuación. No es solo baile, sino que incluye voces y rap, donde cada miembro puede mostrar su capacidad y brillo de una manera diferente que tal vez no puedan en otros grupos. —Taemin en una entrevista para Billboard. |

Antes del anuncio oficial del debut de SuperM, había rumores de que SM Entertainment planeaba lanzar un «Super Boy Group», compuesto por miembros de otros grupos de la compañía. El 7 de agosto de 2019, el presidente del Capitol Music Group, Steve Barnett, le pidió a Lee Soo-man que creara el grupo. La «M» de SuperM significa «Matrix» y «Master», y cada miembro ya es una estrella establecida en sus propios grupos. Barnett y Lee anunció oficialmente el grupo en el Congreso de Capitol. Un teaser reveló a los miembros del grupo, cada uno con sus habilidades de actuación, canto y rap. Lee describió al grupo como los «Vengadores del K-pop», y el grupo se centró más en la música basada en la interpretación. El ejecutivo y director de SM A&R, Chris Lee, dijo que el grupo había estado trabajando durante aproximadamente un año y sintió que la analogía con Los Vengadores era apropiada porque, según él, c«ada vengador tiene su propio grupo como Iron Man que tiene su propia película y Thor, la suya, pero juntas tienen una sinergia aún mayor, de modo que los miembros seguirán sus propias carreras y grupos, pero también se unirán a la sinergia».
El instrumental de la canción «I Can't Stand The Rain» fue lanzado el 28 de agosto de 2019. El grupo lanzó su primer miniálbum homónimo, SuperM, en los Estados Unidos el 4 de octubre. Acompañado por el vídeo musical del sencillo «Jopping», el cual fue filmado en Dubái. Al día siguiente, el grupo actuó por primera vez en vivo en el Capitol Records Building en Los Ángeles, y debutó en televisión en The Ellen DeGeneres Show el 9 de octubre.
El grupo se embarcó en su primera gira, We Are the Future Live, con diez fechas en Norteamérica desde noviembre de 2019 hasta febrero de 2020. La gira se extendió a América Latina y Europa, con tres fechas de gira en febrero de 2020. El grupo agotó sus entradas en el segundo estadio interior más grande del Reino Unida el O2 Arena, entre otros. Su concierto de Tokyo Dome, que inicialmente estaba programado para el 23 de abril, fue pospuesto indefinidamente debido a la pandemia de COVID-19. El grupo participó en la serie de conciertos en línea, One World: Together at Home, el 18 de abril, para apoyar el COVID-19 Solidarity Response Fund de la Organización Mundial de la Salud para promover el distanciamiento social.  El grupo interpretó la canción, «With You», desde distintas ubicaciones.
En abril de 2020, SuperM se convirtió en el primer grupo de SM Entertainment en celebrar un concierto en línea en vivo, organizado conjuntamente por SM y Naver, como parte de la primera serie mundial de conciertos en vivo dedicada en línea Beyond LIVE. En su concierto del 26 de abril, interpretaron canciones de su álbum de debut, así como nuevas canciones de un próximo lanzamiento no anunciado, actuaron para una audiencia de más de 75,000 espectadores en tiempo real de más de 109 países. Se ha estimado que los ingresos de este concierto en línea, por la venta de entradas, excluyendo la mercadotecnia, son $2 millones de dólares. El 6 de agosto, se anunció que el grupo lanzará dos sencillos «100» el 14 de agosto y «Tiger Inside» el 1 de septiembre, seguido por su primer álbum de estudio a finales de septiembre.

## Miembros
- Baekhyun (en hangul, 백현), miembro de EXO y líder de SuperM.[38]
- Taemin (en hangul, 태민), miembro de SHINee.
- Kai (en hangul, 카이), miembro de EXO.
- Taeyong (en hangul, 태용), miembro de NCT 127.
- Ten (en hangul, 텐), miembro de WayV.
- Lucas (en hangul, 루카스), miembro de WayV.
- Mark (en hangul, 마크), miembro de NCT 127 y NCT Dream.

### Línea de tiempo
Activo
     Servicio militar

## Anuncios
SuperM fue anunciado como embajador global de Korean Air en noviembre de 2019. El 4 de noviembre, el grupo fue presentado junto a BoA, artista de la misma empresa, en el vídeo de seguridad de Korean Air, que se agregó a todos los vuelos de Korean Air el mismo día. La canción presentada en el vídeo, «Let's Go Everywhere», fue lanzada el 18 de noviembre y las ganancias fueron donadas a la campaña del Proyecto Global de Pobreza Global de Ciudadanos.

## Discografía

### Álbum de estudio
| Título    | Detalles | Mejores posiciones | Mejores posiciones | Mejores posiciones | Mejores posiciones | Mejores posiciones | Mejores posiciones | Mejores posiciones | Ventas |
| Título    | Detalles | COR                | BEL                | CAN                | FRA Dig.           | JPN                | UK Dig.            | EUA                | Ventas |
| --------- | --- | ------------------ | ------------------ | ------------------ | ------------------ | ------------------ | ------------------ | ------------------ | ------ |
| Super One | - Lanzamiento: 25 de septiembre de 2020 - Discográfica(s): SM, Capitol - Formato(s): CD, LP, descarga digital, streaming | —                  | —                  | —                  | —                  | —                  | —                  | —                  | N/A    |

### EP
| Título | Detalles | Mejores posiciones | Mejores posiciones | Mejores posiciones | Mejores posiciones | Mejores posiciones | Mejores posiciones | Mejores posiciones | Ventas                                                                               |
| Título | Detalles | COR                | BEL                | CAN                | FRA Dig.           | JPN                | UK Dig.            | EUA                | Ventas                                                                               |
| ------ | --- | ------------------ | ------------------ | ------------------ | ------------------ | ------------------ | ------------------ | ------------------ | ------------------------------------------------------------------------------------ |
| SuperM | - Lanzamiento: 4 de octubre de 2019 (EUA) - Discográfica(s): SM, Capitol - Formato(s): CD, LP, descarga digital, streaming | 3                  | 130                | 38                 | 11                 | 7                  | 19                 | 1                  | - COR: 172 391 - EUA: 164 000 - CHN: 73 500 - JPN: 12 325 (Fís.) - JPN: 4 250 (Dig.) |

### Sencillo
| Título                                                                            | Año  | Mejor posición | Mejor posición | Mejor posición | Mejor posición | Mejor posición | Mejor posición | Mejor posición | Mejor posición | Mejor posición | Ventas       | Álbum     |
| Título                                                                            | Año  | COR            | COR            | CAN            | FRA Dig.       | JPN Hot        | NZ Hot         | UK Dig.        | EUA            | EUA            | Ventas       | Álbum     |
| Título                                                                            | Año  | COR            | Hot            | CAN            | FRA Dig.       | JPN Hot        | NZ Hot         | UK Dig.        | Bub.           | World          | Ventas       | Álbum     |
| --------------------------------------------------------------------------------- | ---- | -------------- | -------------- | -------------- | -------------- | -------------- | -------------- | -------------- | -------------- | -------------- | ------------ | --------- |
| «Jopping»                                                                         | 2019 | —              | 84             | 85             | 140            | 27             | 24             | 96             | 25             | 1              | - JPN: 1 885 | SuperM    |
| «100»                                                                             | 2020 | —              | —              | —              | —              | —              | —              | —              | —              | —              | N/A          | Super One |
| «Tiger Inside»                                                                    | 2020 | —              | —              | —              | —              | —              | —              | —              | —              | —              | N/A          | Super One |
| «–» indica que el lanzamiento no fue lanzado o no se posicionó en ese territorio. |      |                |                |                |                |                |                |                |                |                |              |           |

### Otras canciones
| «I Can't Stand The Rain»                                                          | 2019 | 10 | SuperM |
| «Super Car»                                                                       | 2019 | 15 | SuperM |
| «No Manners»                                                                      | 2019 | 20 | SuperM |
| «2 Fast»                                                                          | 2019 | 24 | SuperM |
| «–» indica que el lanzamiento no fue lanzado o no se posicionó en ese territorio. |      |    |        |

## Filmografía

### Programa de televisión
| Año  | Título                   | Canal      | Notas     | Ref.   |
| ---- | ------------------------ | ---------- | --------- | ------ |
| 2019 | The Ellen DeGeneres Show | Redifusión | Invitados | [ 27 ] |
| 2020 | Jimmy Kimmel Live!       | ABC        | Invitados | [ 66 ] |
| 2020 | Knowing Bros             | JTBC       | Invitados | [ 67 ] |

### Serie de televisión
| Año  | Título   | Canal       | Papel        | Notas              |
| ---- | -------- | ----------- | ------------ | ------------------ |
| 2020 | All That | Nickelodeon | Ellos mismos | Aparición especial |

## Giras
- 2019-20: SuperM: We Are The Future Live